# 马拉莫奥帕姆帕蒂
马拉莫奥帕姆帕蒂（Mallamooppampatti），是印度泰米尔纳德邦Salem县的一个城镇。总人口6783（2001年）。

## 人口
该地2001年总人口6783人，其中男性3520人，女性3263人；0—6岁人口855人，其中男466人，女389人；识字率53.31%，其中男性为61.36%，女性为44.62%。